# Vương cung thánh đường Đại Moravia tại lâu đài Bratislava
Vương cung thánh đường Đại Moravia tại lâu đài Bratislava (tiếng Slovakia: Veľkomoravská bazilika na Bratislavskom hrade) là một tòa nhà được xây dựng theo phong cách kiến trúc Romanesque có niên đại vào cuối thế kỷ thứ 9. Vết tích của công trình kiến trúc này được triển lãm trong khuôn viên của lâu đài Bratislava ở thủ đô Bratislava của Slovakia. Vào ngày 27 tháng 2 năm 1961, vương cung thánh đường Đại Moravia tại lâu đài Bratislava được ghi danh vào Danh sách Di tích Trung ương theo quyết định của Bộ Văn hóa Cộng hòa Slovakia. Cùng năm, theo Nghị quyết của Chủ tịch Hội đồng Quốc gia Slovakia, địa điểm này được công nhận là di tích văn hóa quốc gia.

## Lịch sử
Vào khoảng thế kỷ thứ 9, một nhà thờ bằng đá tương đối lớn được xây dựng trên ngọn đồi nơi lâu đài Bratislava tọa lạc. Nhà thờ từng có một khoảng thời gian đảm nhiệm chức năng nhà thờ chính tòa trong thời kỳ tổng giáo phận Moravian - Pannonian được chia thành ba giáo phận. Di tích còn sót lại của nhà thờ được phát hiện vào năm 1965. Về mặt kích thước, đây là một trong những nhà thờ Đại Moravia lớn nhất được ghi nhận cho đến nay. Theo những phát hiện khảo cổ, nhà thờ có thể đã không còn tồn tại từ đầu thế kỷ thứ 10.